# Minokamo, Gifu
Minokamo (美濃加茂市 Minokamo-shi)　là một thành phố thuộc tỉnh Gifu, Nhật Bản.